# Italiaans-Somaliland
Italiaans-Somaliland (Somalisch: Dhulka Talyaaniga ee Soomaaliya, Italiaans: Somalia italiana, Arabisch: الصومال الإيطالي Al-Sumal Al-Italiy) was een Italiaanse kolonie die bestond van het einde van de 19e eeuw tot aan 1960. Tijdens de Tweede Wereldoorlog werd de kolonie bezet door troepen van het Verenigd Koninkrijk. Het gebied ligt in het hedendaagse Somalië. Het noordelijke deel heeft eenzijdig de onafhankelijkheid uitgeroepen onder de naam Puntland.

## Geschiedenis

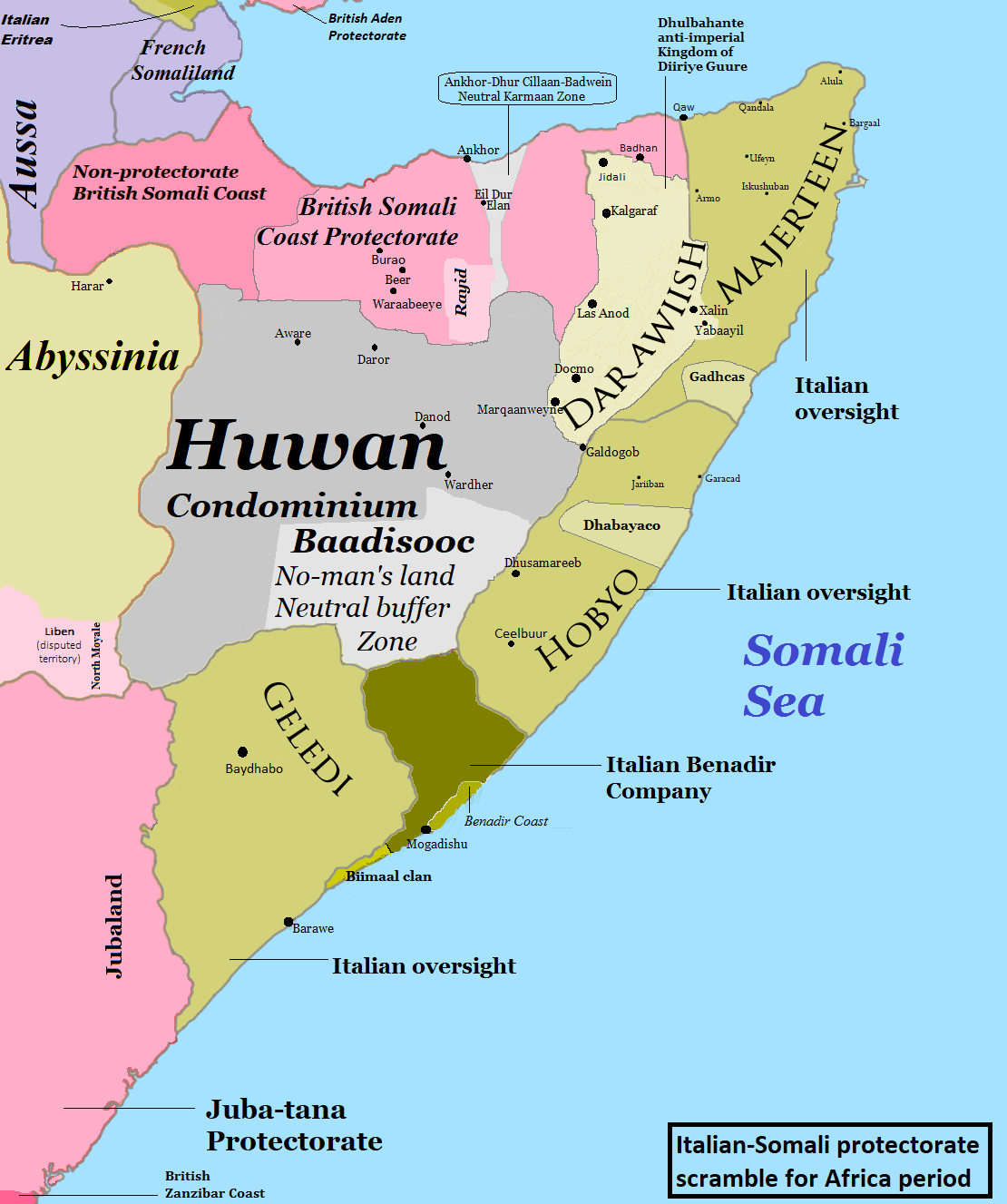

Italië slaagde erin in de periode 1880–1890 diverse delen van Somalië te bezetten. Met de Engelsen werden op 28 maart en 15 april 1891 grensverdragen gesloten die erop neerkwamen, dat de Italianen de Jubba niet zouden overtrekken en zich niet in het gebied van de Nijl zouden begeven.
In de decennia hierna werd de macht over het gebied verstevigd en werden kolonisten vanuit het moederland aangemoedigd zich hier permanent te vestigen.

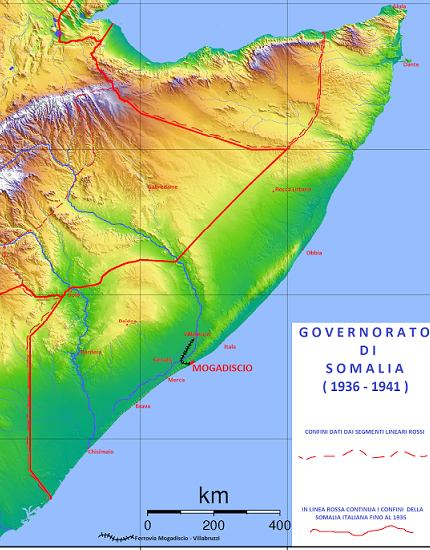
1936-1941 Italiaans-Somaliland

Na de Tweede Italiaans-Abessinische Oorlog in 1936, waarin Ethiopië werd veroverd, werd Italiaans-Somaliland een onderdeel van Italiaans-Oost-Afrika, samen met Italiaans-Eritrea.
In 1941 werd het gebied bezet door Britse troepen. Tijdens de Tweede Wereldoorlog vochten de Italianen namelijk aan de zijde van de Duitsers en de Italiaanse koloniën in Afrika (Libië en Italiaans-Oost-Afrika) vormden een gemakkelijk doelwit voor Britse troepen. 
De Britten hielden dit gebied bezet tot november 1949, toen het een trustgebied van de Verenigde Naties werd onder Italiaans bestuur, het Trustschap Somalië.
Het gebied werd onafhankelijk op 1 juli 1960 en sloot zich onmiddellijk aan bij Brits-Somaliland dat op 26 juni onafhankelijk was geworden. Samen vormden zij de staat Somalië. Frans-Somaliland bleef Frans tot 1977 toen het onafhankelijk werd als Djibouti, het sloot zich niet aan bij Somalië.